# Miguel Indurain Larraya
Miguel Indurain Larraya (Atarrabia, Navarra, 16 de juliol de 1964) és un ciclista professional navarrès retirat. Guanyador del Tour de França durant cinc anys consecutius (des del 1991 fins al 1995, l'únic que ho ha aconseguit consecutivament) i del Giro d'Itàlia en dues ocasions (1992 i 1993), és un dels ciclistes més destacats de la història. També fou campió del món en contrarellotge (1995), campió olímpic en contrarellotge (1996) i va posseir el rècord de l'hora (1994) durant dos mesos.
A més, també es va proclamar campió de diverses voltes per etapes d'una setmana i de clàssiques d'un dia. Sobresurten els seus tres triomfs a la Volta a Catalunya (1988, 1991 i 1992), la París-Niça (1989 i 1990), la Clásica de San Sebastián (1990), el Campionat d'Espanya en Ruta (1992) i la Dauphiné Libéré (1995 i 1996), destacant sobre manera en les etapes contrarellotge, encara que també fou un dels millors escaladors del panorama ciclista.
Segons el Cycling Hall of Fame, és el cinquè millor ciclista de la història, superat només per Eddy Merckx, Bernard Hinault, Jacques Anquetil i Fausto Coppi, i, el 2003, fou considerat el vuitè millor ciclista de la història del Tour de França per un jurat integrat per cinc especialistes francesos seleccionats per l'organització de la competició.
El seu palmarès ha fet que se'l consideri el millor ciclista espanyol de la història i un dels millors esportistes estatals, destacant per la seva capacitat de sacrifici i pel seu savoir gagner. Per aquest motiu, ha guanyat diversos guardons en reconeixement de la seva trajectòria esportiva, entre els quals destaquen el Premi Príncep d'Astúries dels Esports (1992). El seu germà petit, Prudencio Induráin, també fou ciclista professional.

## Biografia
Nascut el 16 de juliol a la població navarresa d'Atarrabia, fou corredor professional des del 1984, any en què va fitxar per l'equip Reynolds (posteriorment Banesto), després d'haver format part de l'equip de la seva població natal els vuit anys anteriors. El mateix any va participar en els Jocs Olímpics d'estiu de 1984, celebrats a la ciutat nord-americana de Los Angeles, i va finalitzar la temporada amb deu victòries.
El 1985 va prendre part en el seu primer Tour de França i va ser el líder més jove de la Volta a Espanya, on va lluir el jersei groc de líder de la classificació general durant quatre jornades.
Durant els primers anys va fer de gregari del seu company d'equip Pedro Delgado, guanyador de la ronda francesa el 1988. El 1989 es va imposar a la clàssica París-Niça i va obtenir la seva primera victòria d'etapa al Tour, en l'etapa Pau - Cauterets, on va arribar tan cansat que ni va celebrar el triomf.
El 1991 va guanyar per primera vegada la classificació general d'un Tour de França en què també va assolir la victòria en dues etapes contrarellotge. Esdevenia, així, el ciclista més alt (1,9 m) que havia guanyat la competició, només superat posteriorment per Bradley Wiggins. Anteriorment, havia obtingut la segona posició a la Vuelta a Espanya.
El 1992 va aconseguir la fita de guanyar dues de les tres Grans Voltes, el Tour de França i el Giro d'Itàlia, gesta que va repetir l'any següent 1993. L'any 1992 fou guardonat amb el Premi Príncep d'Astúries dels Esports.
El 1994 es va imposar al Tour per quarta vegada consecutiva, però va ser derrotat al Giro pel rus Ievgueni Berzin. El setembre d'aquell mateix any va aconseguir el rècord de l'hora, millorant la marca fins llavors en poder de Chris Boardman i fixant-la en 53.040 km. En aquest esdeveniment va emprar un model revolucionari de bicicleta anomenat Espada. Tot i que era una marca excepcional, poques setmanes després el suís Tony Rominger la va superar novament.
El 1995 va guanyar el seu darrer Tour de França, el cinquè consecutiu, i el Campionat del Món de ciclisme en contrarellotge.
El 1996 no va aconseguir el gran objectiu de guanyar per sisena vegada el Tour, una gesta mai aconseguida per cap altre ciclista, finalitzant la cursa en onzena posició, a causa d'un defalliment en un dels ports de muntanya de la ronda francesa. Aquell mateix any participà en els Jocs Olímpics d'estiu 1996, realitzats a Atlanta i oberts per primera vegada als corredors professionals, on va guanyar la medalla d'or.
El 2 de gener de 1997 va anunciar públicament la seva retirada del ciclisme professional. Des d'aquell moment ha col·laborat amb diversos organismes esportius com el COI i la Unió Ciclista Internacional. El 1997 fou guardonat amb el premi Marca Leyenda.

## Palmarès
- 1983

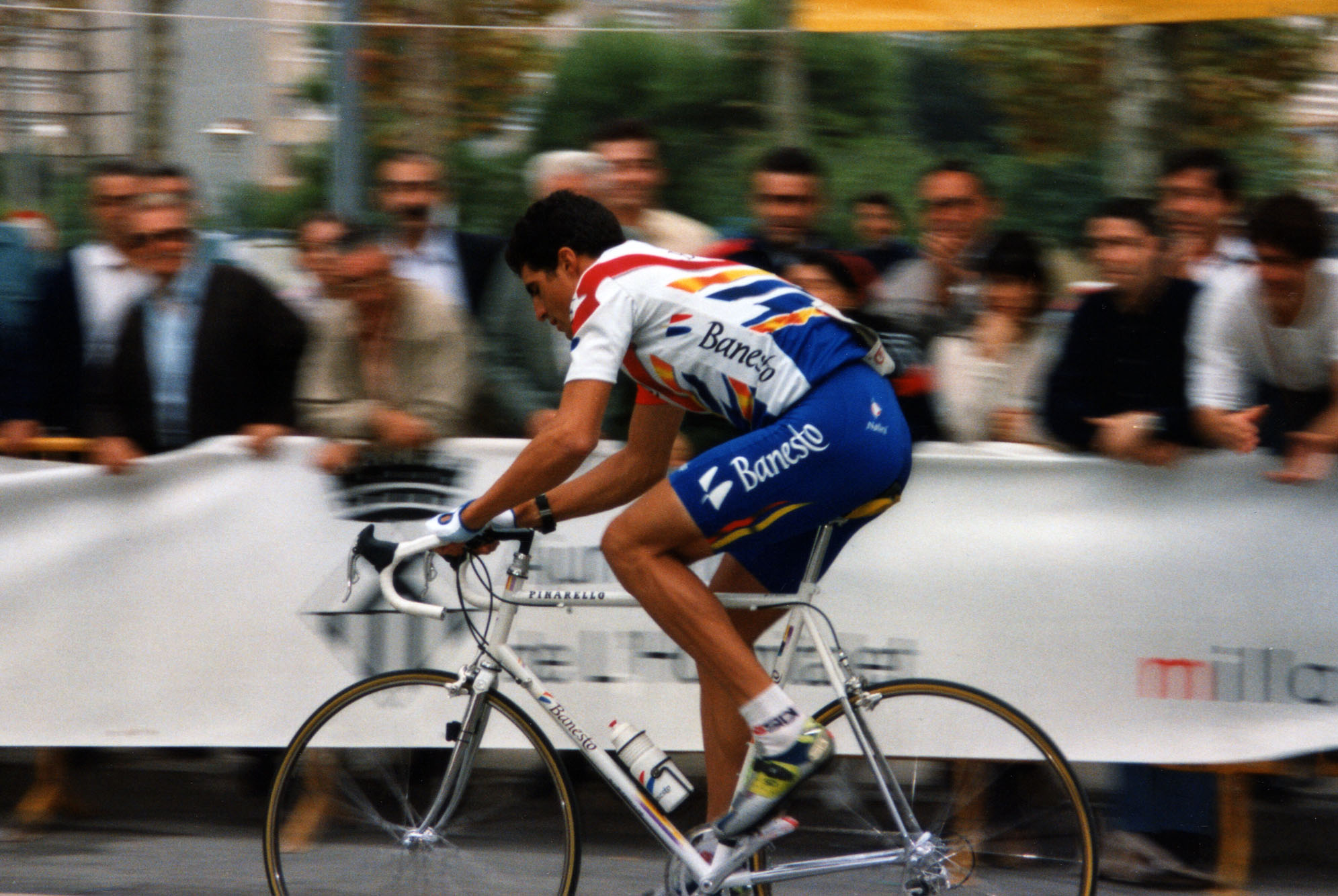
Miguel Indurain durant el XXI Criterium Ciutat de L'Hospitalet, el 1996.

  - Vencedor d'una etapa a la Volta a Toledo
- 1984
  - Vencedor d'una etapa al Tour de l'Avenir
  - Vencedor d'una etapa a la Volta a Toledo
- 1985
  - Vencedor de 2 etapes al Tour de l'Avenir
- 1986
  - 1r al Tour de l'Avenir i vencedor de 2 etapes
  - 1r a la Volta a Múrcia i vencedor d'una etapa
- 1987
  - 1r a la Vuelta a los Valles Mineros i vencedor de 3 etapes
  - 1r al Trofeu Comunitat Foral de Navarra
  - Vencedor de 2 etapes a la Setmana Catalana de Ciclisme
  - Vencedor d'una etapa a la Volta a Múrcia
  - Vencedor d'una etapa a la Volta a Galícia
- 1988
  -  1r a la Volta a Catalunya i vencedor d'una etapa
  - Vencedor d'una etapa a la Volta a Cantàbria
  - Vencedor d'una etapa a la Volta a Galícia
- 1989
  - 1r a la París-Niça
  - 1r al Critèrium Internacional i vencedor d'una etapa
  - Vencedor d'una etapa al Tour de França
- 1990
  - 1r a la París-Niça i vencedor d'una etapa
  - Vencedor d'una etapa al Tour de França
  - 1r a la Clàssica de Sant Sebastià
  - Vencedor d'una etapa a la Volta al País Basc
  - Vencedor d'una etapa a la Volta a la Comunitat Valenciana
  - Vencedor d'una etapa a la Volta a Burgos
- 1991
  -  1r al Tour de França i vencedor de 2 etapes
  -  1r a la Volta a Catalunya i vencedor d'una etapa
  - 1r al Tour de Valclusa i vencedor d'una etapa
  - Vencedor de 2 etapes de la Euskal Bizikleta
- 1992
  -  1r al Tour de França i vencedor de 3 etapes
  -  1r al Giro d'Itàlia, vencedor de 2 etapes i  1r de l'Intergiro
  -  Campió d'Espanya en ruta
  -  1r a la Volta a Catalunya
  - Vencedor d'una etapa al Tour de Romandia
  - Vencedor d'una etapa al Trofeu Castella i Lleó
  - 1r al Circuit de l'Aulne
  - Bicicleta d'or
- 1993
  -  1r al Tour de França i vencedor de 2 etapes
  -  1r al Giro d'Itàlia i vencedor de 2 etapes
  - 1r al Trofeu Castella i Lleó i vencedor d'una etapa
  - Vencedor de 2 etapes a la Vuelta a los Valles Mineros
  - Vencedor d'una etapa a la Volta a Múrcia
  - 1r a la Clàssica dels Ports
  - Bicicleta d'or
- 1994
  -  1r al Tour de França i vencedor d'una etapa
  - 1r al Tour de l'Oise i vencedor d'una etapa
  - Vencedor d'una etapa a la Volta a la Comunitat Valenciana
  - Vencedor d'una etapa al Trofeu Castella i Lleó
  - Rècord del món de l'hora (53.040 km)
- 1995
  -  1r al Tour de França i vencedor de 2 etapes
  -  Campió del món en contrarellotge
  - 1r a la Volta a Galícia i vencedor d'una etapa
  - 1r a la Volta a La Rioja i vencedor d'una etapa
  - 1r al Gran Premi del Midi Libre
  - 1r al Critèrium del Dauphiné Libéré i vencedor d'una etapa
  - Vencedor de 2 etapes a la Volta a Astúries
  - Vencedor d'una etapa a la Vuelta a los Valles Mineros
  - Vencedor d'una etapa a la Volta a Aragó
- 1996
  -  Medalla d'or als Jocs Olímpics d'Atlanta en contrarellotge individual
  - 1r a la Euskal Bizikleta i vencedor d'una etapa
  - 1r a la Volta a Astúries i vencedor d'una etapa
  - 1r al Critèrium del Dauphiné Libéré i vencedor de 2 etapes
  - 1r a la Volta a l'Alentejo i vencedor de 2 etapes

### Resultats al Tour de França
- 1985. Abandona (4a etapa)
- 1986. Abandona (12a etapa)
- 1987. 97è de la classificació general
- 1988. 47è de la classificació general
- 1989. 17è de la classificació general. Vencedor d'una etapa.
- 1990. 17è de la classificació general. Vencedor d'una etapa.
- 1991.  1r de la classificació general. Vencedor de 2 etapes.
- 1992.  1r de la classificació general. Vencedor de 3 etapes.
- 1993.  1r de la classificació general. Vencedor de 2 etapes.
- 1994.  1r de la classificació general. Vencedor d'una etapa.
- 1995.  1r de la classificació general. Vencedor de 2 etapes.
- 1996. 11è de la classificació general

### Resultats al Giro d'Itàlia
- 1992.  1r de la classificació general. Vencedor de 2 etapes.  1r de l'Intergiro
- 1993.  1r de la classificació general. Vencedor de 2 etapes.
- 1994. 3r de la classificació general

### Resultats a la Volta a Espanya
- 1985. 84è de la classificació general
- 1986. 92è de la classificació general
- 1987. Abandona
- 1988. Abandona
- 1989. No surt (18a etapa)
- 1990. 7è de la classificació general
- 1991. 2n de la classificació general
- 1996. Abandona (13a etapa)